# Talicada burmana
Talicada burmana är en fjärilsart som beskrevs av Evans 1925. Talicada burmana ingår i släktet Talicada och familjen juvelvingar. Inga underarter finns listade i Catalogue of Life.